# Zoran
Zoran (cyrylica serbska: Зоран) – męskie imię południowosłowiańskie, wywodzące się od słowa zora czyli „zorza, świt, jutrznia”.
Znane osoby o tym imieniu:
- Zoran Bečić, bośniacki aktor
- Zoran Baldovaliev, macedoński piłkarz
- Zoran Ćirjaković, serbski dziennikarz
- Zoran Cvijanović, serbski aktor
- Zoran Ćirić, serbski pisarz
- Zoran Đerić, bośniacki polityk
- Zoran Đinđić, serbski polityk
- Zoran Dukić, chorwacki gitarzysta klasyczny
- Zoran Džorlev, macedoński skrzypek
- Zoran Erić, serbski kompozytor
- Zoran Erceg, serbski koszykarz
- Zoran Filipović, czarnogórski trener piłkarski
- Zoran G. Jančić, bośniacki pianista
- Zoran Janjetov, serbski twórca komiksu
- Zoran Janković (polityk), słoweński polityk
- Zoran Janković (piłkarz), urodzony w Serbii bułgarski menedżer piłkarski i były gracz
- Zoran Janković (piłkarz wodny), jugosławski piłkarz wodny
- Zoran "Bajo" Janković, macedoński muzyk znany z funkcji basisty Aleksandra Makedonskiego
- Zoran Jovanovski, macedoński piłkarz
- Zoran Jolevski, macedoński ambasador USA
- Zoran Knežević (astronom), serbski astronom
- Zoran Knežević (polityk), serbski polityk
- Zoran Krušvar, chorwacki pisarz
- Zoran Ladicorbic, urodzony w Jugosławii amerykański projektant sztuki
- Zoran Lilić, serbski polityk
- Zoran Lončar, serbski polityk
- Zoran Mamić, chorwacki piłkarz
- Zoran Milanović, chorwacki polityk
- Zoran Milinković, serbski polityk
- Zoran Mirković, serbski piłkarz
- Zoran Mušič, słoweński malarz
- Zoran Pavlovič, słoweński piłkarz
- Zoran Planinić, chorwacki koszykarz
- Zoran Pešić serbski rugbysta
- Zoran Popović, serbski piłkarz
- Zoran Popovich burmistrz i sędzia Pensylwanii
- Zoran Predin, słoweński muzyk
- Zoran Radmilović, serbski aktor
- Zoran Radović, serbski koszykarz
- Zoran Radojičić, serbski lekarz, nauczyciel akademicki
- Zoran Rankić, serbski aktor
- Zoran Rant, słoweński inżynier, naukowiec i profesor
- Zoran Redžić, bośniacki muzyk
- Zoran Savić, serbski koszykarz
- Zoran Simjanović, serbski muzyk
- Zoran Simović, czarnogórski piłkarz
- Zoran Stanković, serbski polityk
- Zoran Stojković, serbski polityk
- Zorán Sztevanovity (Zoran Stefanović), serbsko-węgierski muzyk
- Zoran Šami, serbski polityk
- Zoran Terzić, serbski siatkarz i trener
- Zoran Tošić, serbski piłkarz
- Zoran Urumov, serbski piłkarz
- Zoran Vanev, macedoński muzyk
- Zoran Vujović, chorwacki piłkarz
- Zoran Vuković, członek serbskich formacji paramilitarnych działających w okolicy miasta Foča
- Zoran Vuletić (polityk), serbski polityk
- Zoran Vuletić (muzyk) chorwacki keyboardzista zespołu muzycznego Haustor
- Zoran Vulić, chorwacki piłkarz
- Zoran Zaev, macedoński polityk
- Zoran Žigić, bośniacki Serb, zbrodniarz wojenny
- Zoran Živković, serbski piłkarz ręczny i trener
- Zoran Živković (pisarz), serbski pisarz
- Zoran Živković (polityk), były premier Serbii
- Zoran Živković (piłkarz), chorwacki piłkarz